# Santa Maria (Laguna)
Santa Maria (Bayan ng Santa Maria) är en kommun i Filippinerna. Kommunen ligger på ön Luzon, och tillhör provinsen Laguna. Folkmängden uppgår till 24 574 invånare.

## Barangayer
Santa Maria är indelat in i 25 barangayer.
| - Adia - Bagong Pook - Bagumbayan - Bubukal - Cabooan - Calangay - Cambuja - Coralan - Cueva - Inayapan - Jose Laurel, Sr. - Kayhakat - Macasipac | - Masinao - Mataling-Ting - Pao-o - Parang Ng Buho - Barangay I (Pob.) - Barangay II (Pob.) - Barangay III (Pob.) - Barangay IV (Pob.) - Jose Rizal - Santiago - Talangka - Tungkod |